# Miklošičeva knjižnica, Maribor
Miklošičeva knjižnica je največja visokošolska knjižnica v okviru Univerze v Mariboru. Namenjena je predvsem študentom in profesorjem. Knjižnica opravlja storitve za tri fakultete: Filozofsko fakulteto, Pedagoško fakulteto in Fakulteto za naravoslovje in matematiko. Leta 2007 je bila preimenovana v Miklošičevo knjižnico.

## Zgodovina
Ustanovljena je bila šele leta 1963. Gradivo so nabavljali že prej (leta 1961), takoj z začetkom rednega študija na Pedagoški akademiji. Kljub pomanjkanju prostora je vodstvo Pedagoške akademije na željo študentov organiziralo čitalnico. Statusno je bila urejena po določilih zakona o knjižnicah v statutu Pedagoške akademije.  Leta 1964 je bila knjižnica registrirana pri občinski matični knjižnici v Mariboru in pri Narodni in univerzitetni knjižnici. Skozi vsa leta delovanja knjižnica sledi naslednjemu konceptu: s svojo dejavnostjo podpira delovanje pedagoškega procesa na Pedagoški akademiji. V začetku delovanja je bila knjižnica urejena po sistemu numerrus currens. Imeli so inventarno knjigo, AIK, kartoteko periodike in sezname knjig (urejene po predmetnih skupinah). Leta 1967 so gradivo postavili po UDK klasifikaciji. To leto lahko štejemo za začetek sodobne strokovne knjižnice s prostim pristopom in katalogi (AIK, naslovni, sistematični, stvarni, lokalni, matični). Leta 1971 so izdali ob desetletnici fakultete bibliografijo učiteljev Pedagoške akademije. Sedem let kasneje se knjižnica preseli v novo stavbo. Do leta 1980 je bila knjižnica odprta tudi ob sobotah. Leta 1988 se delovanje knjižnice avtomatizira, sedem let kasneje začne uporabljati internet. 

## Gradivo
Fond, ki ga je obsegala knjižnica do leta 2007 je prešel v upravljanje Filozofske fakultete Univerze v Mariboru. Knjižnično gradivo je v prostem pristopu, razvrščeno je po UDK sistemu. Ves fond je vnesen v lokalno bazo. Miklošičeva knjižnica se od ostalih visokošolskih knjižnic Univerze v Mariboru razlikuje po mediateki in igroteki. V mediateki se nahaja neknjižno gradivo, ki se uporablja v posebnih prostorih. Posebno zbirko predstavlja zbirka raziskovalnih nalog srednješolcev in osnovnošolcev z natečaja Mladi za napredek Maribora. Knjižnica nabavlja fond za vsa znanstvena področja zastopana na fakulteti. Pri izboru gradiva sodeluje s strokovnjaki na fakulteti.

### Serijske publikacije
Tuje serijske publikacije se naročajo paketno, in sicer enkrat letno preko najugodnejšega ponudnika za vsako fakulteto posebej. Domače serijske publikacije naročijo neposredno preko založnikov.
V Mali čitalnici je bogat fond domačih in tujih strokovnih in znanstvenih serijskih publikacij ter najpomembnejši slovenski časopisi in časniki. Kar nekaj, predvsem tujih serijskih publikacij je dostopnih tudi v elektronski obliki. Večina starejših letnikov publikacij je arhiviranih v skladišču. Uporabniki jih lahko naročijo na glavni izposoji. 
Časopisi in revije, neknjižno gradivo ter diplomska dela so čitalniško gradivo. Uporabnik ga mora vrniti še isti dan, najkasneje petnajst minut pred koncem delovnega časa knjižnice. Gradivo ni v prostem pristopu - razen prosojnic, diapozitivov in notnega gradiva. Podatke o njem dobijo uporabniki v kataložni bazi COBISS.SI. Izposoja neknjižnega gradiva na dom je mogoča le po predhodnem dogovoru. V Digitalni knjižnici Univerze v Mariboru so na voljo polna besedila diplomskih del, izdanih po letu 2008.

## Izposoja
Uporabniki si lahko podatke o gradivu poiščejo sami v bazi podatkov Miklošičeve knjižnice. Veliko gradiva je v prostem pristopu – približno četrtina enot gradiva, ki ga knjižnica hrani. Ostalo gradivo priskrbi knjižničar.
Načeloma na dom ne izposojajo slovarjev, leksikonov, diplomskih, magistrskih in doktorskih del, serijskih publikacij in gradiva za čitalnico.

## Storitve
Miklošičeva knjižnica opravlja naslednje dejavnosti: izposoja gradiva in njegovo iskanje, medknjižnična izposoja, bibliografija, pridobivanje gradiva, izobraževanje uporabnikov in zaposlenih.

Medknjižnična izposoja gradiva

Izvaja se za raziskovalce in profesorje, ki so redno zaposleni delavci na Filozofski fakulteti, Pedagoški fakulteti ali Fakulteti za naravoslovje in matematiko. Gradivo iz tujine jim posredujejo UKM, NUK in CTK prek svojih dobaviteljev.

Bibliografija

Miklošičeva knjižnica skrbi za vnos bibliografskih enot v sistem COBISS za potrebe bibliografije raziskovalcev, profesorjev in strokovnih delavcev ter sodelavcev Filozofske fakultete, Pedagoške fakultete in Fakultete za naravoslovje in matematiko. Tistim, ki niso redno zaposleni na teh fakultetah zaračunavajo storitve po veljavnem ceniku. 

Izobraževanje

Vsako leto izvajajo uvajalne ure za študente vseh prvih letnikov. V višjih letnikih se izvaja skupinsko iskanje po bazah. Individualno izobraževanje uporabnikov poteka po potrebi vsak dan na izposoji. Uporabnike opozarjajo na ikono Moja knjižnica.

## Uporabniki
Uporabniki in člani Miklošičeve knjižnice so študentje vseh treh matičnih fakultet, zaposleni na matičnih fakultetah, zaposleni, srednješolci. Veliko študentov se tudi kasneje kot zaposleni vračajo v knjižnico.